# Duinvaalhoed
De duinvaalhoed (Hebeloma psammophilum) is een schimmel behorend tot de familie Hymenogastraceae. Hij groeit solitair op zand in het kruipwilgstruweel. Hij heeft een aanvankelijk witte steel en deze verkleurt niet veel naarmate de leeftijd vordert. De sporen zijn iets rimpelig, amyloïde, geen loslatende perispore en meten 10-13,5 × 5,5-7,5 µm.

## Verspreiding
In Nederland komt de duinvaalhoed vrij zeldzaam voor. Hij staat op de rode lijst in de categorie 'Gevoelig'.